# Sprockhövel
Sprockhövel település Németországban, azon belül Észak-Rajna-Vesztfália tartományban. Lakosainak száma 24 956 fő (2023. december 31.). Sprockhövel Wuppertal, Witten, Gevelsberg és Wetter (Ruhr) községekkel határos.

## Népesség
A település népességének változása:
| Lakosok száma | 24 176 | 24 783 | 24 747 | 24 659 | 24 838 | 24 956 |
|               | 1975   | 2017   | 2019   | 2021   | 2022   | 2023   |